# Brett Brown
Brett William Brown (nascido em 16 de fevereiro de 1961) é um treinador americano de basquete profissional. Atualmente é auxiliar-técnico de Gregg Popovich no San Antonio Spurs, da National Basketball Association (NBA).
Brown é um ex-jogador de basquete universitário que anteriormente atuou como assistente técnico do San Antonio Spurs. Ele também tem uma extensa experiência tendo sido o treinador do North Melbourne Giants e Sydney Kings da NBL e da seleção masculina da Austrália.

## Colegial
Nascido e criado em Maine, Brown jogou basquete pela primeira vez na escola secundária em Rockland.
Brown se transferiu para South Portland, onde se tornou um jogador de basquete na South Portland High School, onde se graduou em 1979. Brown e seu pai, Bob Brown, que foi técnico de South Portland durante a carreira de Brown, são indicados ao New England Basketball Hall of Fame.

## Carreira na universidade
Brown jogou quatro temporadas na Universidade de Boston sob o comando de Rick Pitino. Ele foi nomeado o MVP em seu segundo ano e serviu como capitão da equipe em seus últimos anos. Durante seu último ano em 1983, o Boston Terriers fez sua primeira aparição no Torneio da NCAA desde 1959. Quando se formou, Brown havia compilado o quarto maior número de assistências na história da escola.
Após a formatura, ele trabalhou como assistente do técnico John Kuester. Brown também trabalhou na AT&T, economizando dinheiro suficiente para fazer uma viagem à Oceania em 1987.

## Carreira como treinador

### NBL
Em 1988, depois de treinar o Auckland Stars na Nova Zelândia, Brown aceitou a proposta de ser auxiliar de Lindsay Gaze no Melbourne Tigers, ficando na Austrália nos próximos 18 anos.
Ele serviu como assistente técnico dos Tigers até 1993, quando se tornou treinador dos North Melbourne Giants. Brown foi nomeado o Treinador do Ano da NBL em 1994, quando liderou os Giants para o título. Ele serviu como treinador dos Giants até 1998, antes de conseguir um emprego no San Antonio Spurs. Após seu período com os Spurs, Brown treinou o Sydney Kings de 2000 a 2002.  No geral, ele foi treinador principal em 278 jogos da NBL, vencendo 54% dos jogos.

### Seleção Australiana
Ele foi assistente técnico da Austrália entre 1995 e 2003, servindo durante o Campeonato Mundial da FIBA em 1998 e nos Jogos Olímpicos de 1996 e 2000.
Ele foi contratado em 2009 para servir como treinador principal da equipe e ocupou esse cargo até 2012. Sob o comando de Brown, a Austrália terminou em 10º no Campeonato Mundial da FIBA de 2010. Nas Olimpíadas de 2012, ele levou a Austrália às quartas de final, onde a Austrália foi eliminada pelos Estados Unidos, que venceram o torneio.

### San Antonio Spurs

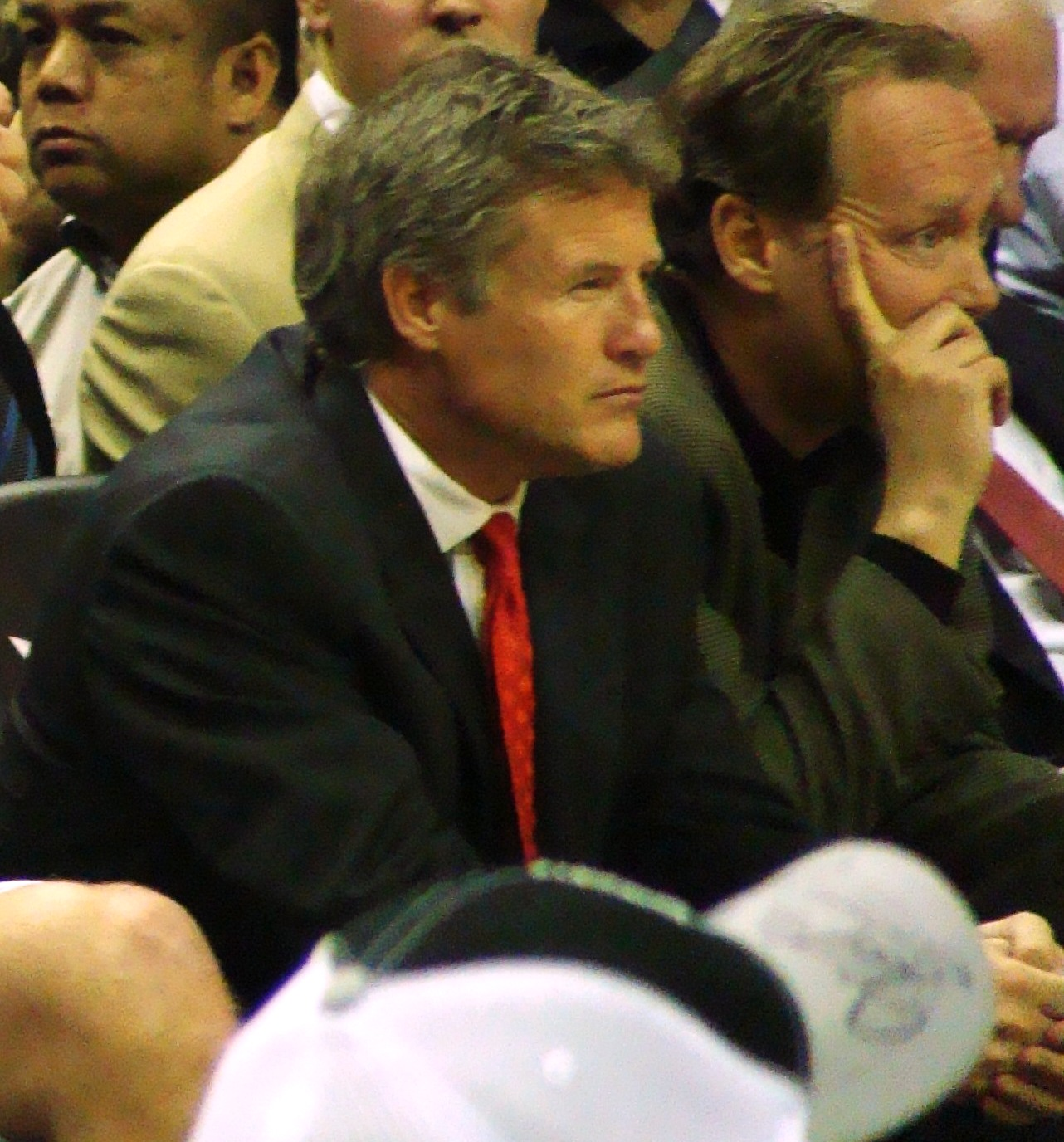
Brown com os Spurs em 2010

Depois de participar de um acampamento de basquete dirigido por Brown e Andrew Gaze, o gerente geral do San Antonio Spurs, RC Buford, contratou Brown como um membro não remunerado do departamento de operações de basquete dos Spurs para a temporada de 1998–99.
Em 2002, após um período com o Sydney Kings, ele novamente assumiu uma posição com os Spurs, desta vez como diretor de desenvolvimento do time. Buford creditou a ele a atenção nos jogadores menos conhecidos da equipe, criando um banco de reservas consistentemente forte; Essa filosofia continuaria a beneficiar os Spurs, mesmo depois de Brown deixar esse papel.
Ele foi promovido a treinador adjunto em setembro de 2007, trabalhando sob o comando do técnico Gregg Popovich. Popovich chama Brown de "um de seus melhores amigos", e Brown incorporaria mais tarde muitos dos conceitos de Popovich em seu próprio sistema ofensivo. Ele desempenhou um papel importante na contratação do australiano Patty Mills, que jogou com ele na seleção. Brown foi membro dos Spurs em quatro títulos da NBA.

### Philadelphia 76ers

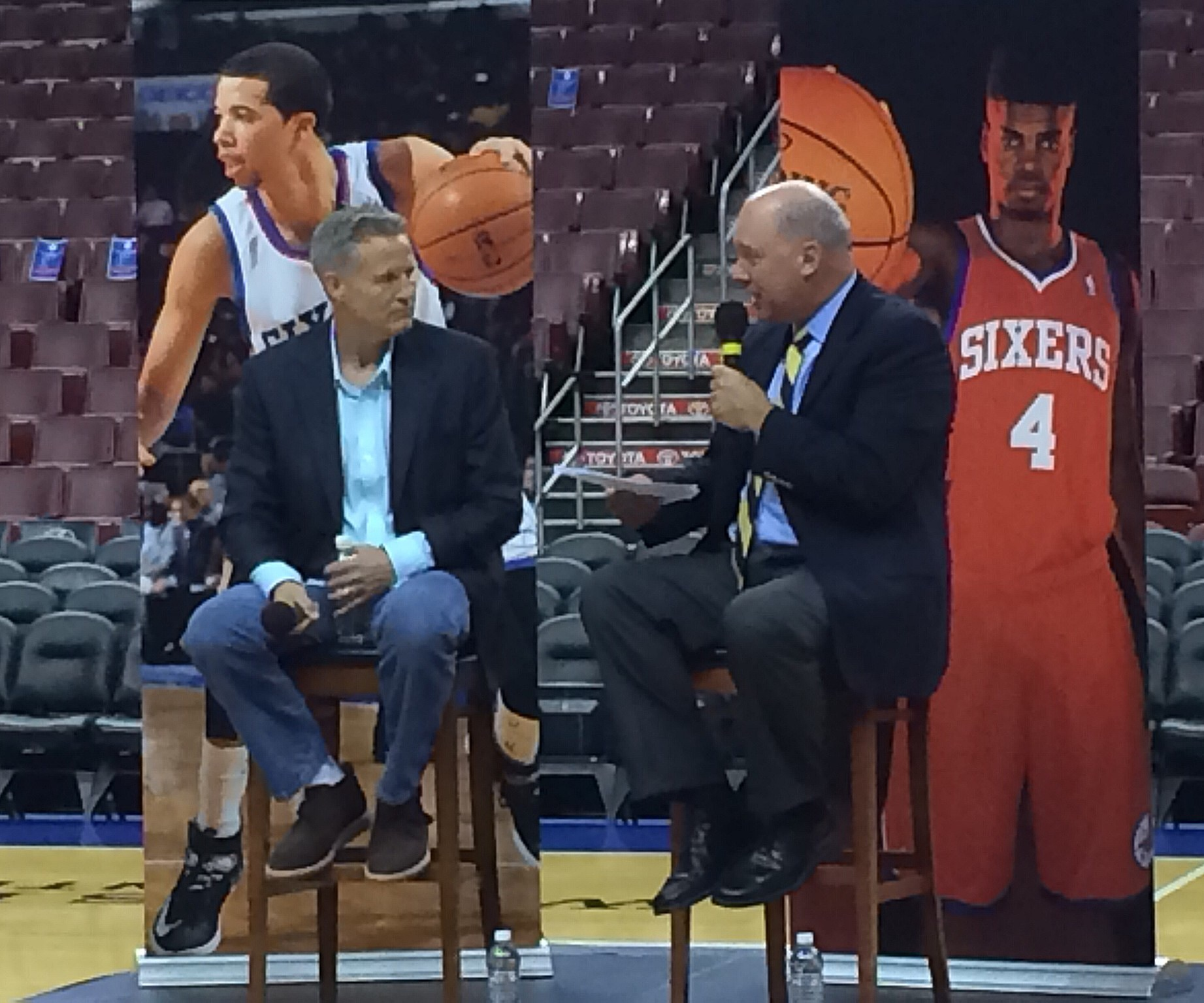
Brett Brown é entrevistado por um fã dos 76ers em 2014

Durante o período de entressafra da NBA de 2013, Brown teve a chance de suceder Mike Budenholzer como o assistente principal de Gregg Popovich, mas em agosto de 2013, ele optou por se tornar treinador do Philadelphia 76ers.
Ele herdou uma equipe no "modo de reconstrução total" liderado pelo novo gerente geral Sam Hinkie. Os Sixers só conseguiram atrair Brown depois de oferecerem um contrato garantido de 4 anos. Sua nomeação fez dele o 24º treinador na história da franquia, e a segunda pessoa a ser treinador na NBL e na NBA, o primeiro foi Mike Dunlap.
Os Sixers foram o time mais jovem da liga durante o primeiro ano de Brown e um dos mais jovens de todos os tempos. Durante a segunda metade da temporada de 2013-14, os Sixers perderiam 26 jogos consecutivos, igualando o recorde de maior número de derrotas seguidas da NBA. O armador dos Sixers, Michael Carter-Williams, ganhou o Prêmio de Novato do Ano da NBA em 2014 e creditou Brown por ajudá-lo a ganhar o prêmio e crescer como jogador.
Em 11 de dezembro de 2015, os 76ers assinaram com Brown uma extensão do contrato. Em 31 de maio de 2018, os 76ers assinaram contrato com Brown para outra extensão do contrato, depois de ter a sua primeira aparição nos playoffs desde 2012. Depois da saída de Bryan Colangelo, Brown também seria nomeado o Presidente interino de Operações de Basquete da equipe em 7 de junho de 2018.

## Vida pessoal
Brown conheceu e se casou com sua esposa, Anna, na Austrália. Eles têm duas filhas e um filho, Corey. A família reside em Voorhees, Nova Jersey .

## Registro como treinador

### NBA
| Temporada regular | Temporada regular | Temporada regular | Temporada regular | Temporada regular | Temporada regular | Temporada regular           | Playoffs | Playoffs | Playoffs | Playoffs | Playoffs                               |
| Time              | Ano               | J                 | V                 | D                 | %                 | Classificação               | J        | V        | D        | %        | Resultado                              |
| ----------------- | ----------------- | ----------------- | ----------------- | ----------------- | ----------------- | --------------------------- | -------- | -------- | -------- | -------- | -------------------------------------- |
| Philadelphia      | 2013–14           | 82                | 19                | 63                | .232              | 5th na Divisão do Atlântico | —        | —        | —        | —        | Não foi aos playoffs                   |
| Philadelphia      | 2014–15           | 82                | 18                | 64                | .220              | 4th na Divisão do Atlântico | —        | —        | —        | —        | Não foi aos playoffs                   |
| Philadelphia      | 2015–16           | 82                | 10                | 72                | .122              | 5th na Divisão do Atlântico | —        | —        | —        | —        | Não foi aos playoffs                   |
| Philadelphia      | 2016–17           | 82                | 28                | 54                | .341              | 4th na Divisão do Atlântico | —        | —        | —        | —        | Não foi aos playoffs                   |
| Philadelphia      | 2017–18           | 82                | 52                | 30                | .634              | 3rd na Divisão do Atlântico | 10       | 5        | 5        | .500     | Perdeu nas Semi-finais de conferências |
| Philadelphia      | 2018–19           | 82                | 51                | 31                | .622              | 2nd na Divisão do Atlântico | 12       | 7        | 5        | .583     | Perdeu nas Semi-finais de conferências |
| Total             | Total             | 492               | 178               | 314               | .362              |                             | 22       | 12       | 10       | .545     |                                        |

### NBL
| Temporada regular | Temporada regular | Temporada regular | Temporada regular | Temporada regular | Temporada regular | Temporada regular | Playoffs | Playoffs | Playoffs | Playoffs |                             |
| Time              | Ano               | J                 | V                 | D                 | %                 | Classificação     | J        | V        | D        | %        | Resultado                   |
| ----------------- | ----------------- | ----------------- | ----------------- | ----------------- | ----------------- | ----------------- | -------- | -------- | -------- | -------- | --------------------------- |
| North Melbourne   | 1993              | 29                | 14                | 15                | .483              | 8th               | 3        | 1        | 2        | .333     | Perdeu nas Quartas de Final |
| North Melbourne   | 1994              | 33                | 25                | 8                 | .758              | 1st               | 7        | 6        | 1        | .857     | Campeão da NBL              |
| North Melbourne   | 1995              | 34                | 23                | 11                | .676              | 2nd               | 8        | 5        | 3        | .625     | Vice-campeão da NBL         |
| North Melbourne   | 1996              | 28                | 15                | 13                | .536              | 7th               | 2        | 0        | 2        | .000     | Perdeu nas Quartas de Final |
| North Melbourne   | 1997              | 35                | 20                | 15                | .571              | 3rd               | 5        | 2        | 3        | .400     | Perdeu nas Semi-Final       |
| North Melbourne   | 1998              | 30                | 9                 | 21                | .300              | 11th              | —        | —        | —        | —        | Não foi para os playoffs    |
| Sydney Kings      | 2000–01           | 31                | 18                | 13                | .581              | 5th               | 3        | 1        | 2        | .333     | Perdeu nas Quartas de Final |
| Sydney Kings      | 2001–02           | 30                | 14                | 16                | .467              | 7th               | —        | —        | —        | —        | Não foi para os playoffs    |
| Sydney total      | Sydney total      | 61                | 32                | 29                | .525              |                   | 3        | 1        | 2        | .333     | —                           |
| Total             | Total             | 250               | 138               | 112               | .552              |                   | 28       | 15       | 13       | .536     |                             |